# Таскан (село)
Таскан — заброшенное село в Ягоднинском районе Магаданской области.

## Географическое положение
Находится у места впадения реки Мылга в реку Таскан. К северу от села находится тайга, к югу — луга и поля. К востоку от Таскана расположено село Мылга. На запад из Таскана выходит автомобильная дорога на Ягодное.

## Население
| 1930 | 1993 | 2002 | 2010 | 2013 | 2021 |
| ---- | ---- | ---- | ---- | ---- | ---- |
| 150  | ↗850 | ↘243 | ↘30  | ↘10  | ↘0   |